# Wereldkampioenschappen synchroonzwemmen 2023 – Solo technische routine vrouwen
De technische routine voor solisten tijdens de wereldkampioenschappen synchroonzwemmen 2023 vond plaats op 14 en 15 juli 2023 in de Marine Messe Fukuoka in Fukuoka.

## Uitslag
De eerste twaalf solisten, hier aangegeven met groen, gingen door naar de finale.
| Rang   | Naam                     | Land                | Voorronde | Voorronde | Finale        | Finale        |
| Rang   | Naam                     | Land                | Punten    | Rang      | Punten        | Rang          |
| ------ | ------------------------ | ------------------- | --------- | --------- | ------------- | ------------- |
| Goud   | Yukiko Inui              | Japan               | 273.2700  | 1         | 276.5717      | 1             |
| Zilver | Vasiliki Alexandri       | Oostenrijk          | 232.8367  | 3         | 264.4200      | 2             |
| Brons  | Iris Tió                 | Spanje              | 204.6666  | 7         | 254.2100      | 3             |
| 4      | Evangelia Platanioti     | Griekenland         | 252.2400  | 2         | 242.5000      | 4             |
| 5      | Susanna Pedotti          | Italië              | 193.1283  | 12        | 223.7133      | 5             |
| 6      | Audrey Lamothe           | Canada              | 214.9417  | 6         | 216.4351      | 6             |
| 7      | Kyra Hoevertsz           | Aruba               | 193.9400  | 11        | 212.1967      | 7             |
| 8      | Klara Bleyer             | Duitsland           | 200.9649  | 9         | 202.4266      | 8             |
| 9      | Lee Ri-young             | Zuid-Korea          | 201.7866  | 8         | 200.8383      | 9             |
| 10     | Oriane Jaillardon        | Frankrijk           | 229.7233  | 4         | 193.4234      | 10            |
| 11     | Karina Magroepova        | Kazachstan          | 195.3433  | 10        | 192.3200      | 11            |
| 12     | Kate Shortman            | Verenigd Koninkrijk | 223.6033  | 5         | 192.0267      | 12            |
| 13     | Viktória Reichová        | Slowakije           | 181,4233  | 13        | Uitgeschakeld | Uitgeschakeld |
| 14     | Jasmine Verbena          | San Marino          | 178,0966  | 14        | Uitgeschakeld | Uitgeschakeld |
| 15     | Jennah Hafsi             | Marokko             | 175,6200  | 15        | Uitgeschakeld | Uitgeschakeld |
| 16     | Nadine Barsoum           | Egypte              | 174,5900  | 16        | Uitgeschakeld | Uitgeschakeld |
| 17     | Antonia Mella            | Chili               | 174,3566  | 17        | Uitgeschakeld | Uitgeschakeld |
| 18     | Aleksandra Atanasova     | Bulgarije           | 168,2733  | 18        | Uitgeschakeld | Uitgeschakeld |
| 19     | Patrawee Chayawararak    | Thailand            | 168,1863  | 19        | Uitgeschakeld | Uitgeschakeld |
| 20     | Goelsanam Boekina        | Oezbekistan         | 166,3867  | 20        | Uitgeschakeld | Uitgeschakeld |
| 21     | Karolína Klusková        | Tsjechië            | 165,1000  | 21        | Uitgeschakeld | Uitgeschakeld |
| 22     | Ana Culic                | Malta               | 165,0033  | 22        | Uitgeschakeld | Uitgeschakeld |
| 23     | Ece Üngör                | Turkije             | 163,0701  | 23        | Uitgeschakeld | Uitgeschakeld |
| 24     | Mari Alavidze            | Georgië             | 162,0168  | 24        | Uitgeschakeld | Uitgeschakeld |
| 25     | Gabriela Alpajón         | Cuba                | 160,7934  | 25        | Uitgeschakeld | Uitgeschakeld |
| 26     | Skye MacDonald           | Zuid-Afrika         | 158,9600  | 26        | Uitgeschakeld | Uitgeschakeld |
| 27     | Nika Seljak              | Slovenië            | 155,9468  | 27        | Uitgeschakeld | Uitgeschakeld |
| 28     | Marfa Chragina           | Zweden              | 148,3234  | 28        | Uitgeschakeld | Uitgeschakeld |
| 29     | María Alfaro             | Costa Rica          | 148,2166  | 29        | Uitgeschakeld | Uitgeschakeld |
| 30     | Alexandra Mansaré-Traoré | Guinee              | 140,8950  | 30        | Uitgeschakeld | Uitgeschakeld |